# 網代綴じ
網代綴じ（あじろとじ）とは、製本の方式の一つ。糊のみで本文と表紙を接着する無線綴じの一種である。本文を折った折丁の背に切り込みを入れ、そこから糊を浸透させることによって全体を接着する製本の方法。
本の開き、強度等で優れる上に、コストが安い利点がある。
糊を浸透させて接着してしまうため、再製本は難しくなるが、再製本自体あまりなされないため、問題とされることは少ない。
コストの安さからかつて主流であった糸かがり製本に取って代わり、現在出版される本（特に単行本）の多くが網代綴じとなっている。
日本で発明された手法であり、1969年、大月書店が出版した『レーニン十巻選集』が大量出版された最初の網代綴じ製本とされる。